# Щелочная фосфатаза, ткань-неспецифическая
Щелочная фосфатаза, ткань-неспецифический изозим — фермент, который у человека кодируется геном ALPL. Длина полипептидной цепи белка составляет 524 аминокислот, а молекулярная масса — 57 305.
Кодируемый геном белок по функции относится к гидролаз. Белок имеет сайт связывания с ионами металлов, ионом цинка, ионом магния. Локализован в клеточной мембране.

## Функция
Существует по крайней мере четыре различных, но связанных между собой щелочных фосфатазы: кишечная, плацентарная, плацентарноподобная и ткань-неспецифическая (печени/костей/почек). Первые три расположены вместе на хромосоме 2, тогда как ткань-неспецифическая форма расположена на хромосоме 1. Продукт этого гена представляет собой связанный с мембраной гликозилированный фермент, который не экспрессируется в какой-либо конкретной ткани и поэтому называется ткань-неспецифической формой фермента. Точная физиологическая функция щелочных фосфатаз неизвестна. Предполагаемая функция этой формы фермента — минерализация матрикса. Однако у мышей, у которых отсутствует функциональная форма этого фермента, наблюдается нормальное развитие скелета.

## Клиническое значение

### Гипофосфатазия
Этот фермент был напрямую связан с заболеванием, известным как гипофосфатазия, она характеризуется гиперкальциемией и включает дефекты скелета. Однако характер этого расстройства может варьироваться в зависимости от конкретной мутации, поскольку это определяет возраст начала и тяжесть симптомов.
Тяжесть симптомов варьируется от преждевременной потери временных зубов без костных аномалий до мертворождения в зависимости от того, какая аминокислота изменена в гене ALPL. Мутации в гене ALPL приводят к различным снижениям активности фермента ткань-неспецифической щелочной фосфатазы (TNSALP), что приводит к гипофосфатазии (HPP). Существуют различные клинические формы HPP, которые могут быть унаследованы по аутосомно-рецессивному признаку или аутосомно-доминантному признаку первый из которых вызывает более тяжелые формы заболевания. Щелочная фосфатаза способствует минерализации кальция и фосфора костями и зубами. Мутация гена ALPL приводит к недостаточному количеству фермента TNSALP и позволяет накапливать химические вещества, такие как неорганический пирофосфат что косвенно вызывает повышение уровня кальция в организме и отсутствие кальцификации костей.
Мутация E174K, при которой глицин превращается в аминокислоту аланин в 571-м положении соответствующей полипептидной цепи, является результатом наследственной мутации, которая произошла у кавказцев и показывает легкую форму HPP.

### Гиперфосфатазия
Мутации генов, нарушающие правильную сборку и позиционирование ГФИ-якоря, приводят к развитию синдрома Мабри, также известного под названием "синдром гиперфосфатазии с умственной отсталостью". По состоянию на 2020 год было известно шесть генов, мутации которых приводят к развитию этого состояния, при котором наблюдается устойчивое повышение уровней щелочной фосфатазы в крови.

## Дальнейшее чтение
- Mornet E (2000). Hypophosphatasia: the mutations in the tissue-nonspecific alkaline phosphatase gene. Human Mutation. 15 (4): 309–15. doi:10.1002/(SICI)1098-1004(200004)15:4<309::AID-HUMU2>3.0.CO;2-C. PMID 10737975.
- Khandwala HM, Mumm S, Whyte MP (2007). Low serum alkaline phosphatase activity and pathologic fracture: case report and brief review of hypophosphatasia diagnosed in adulthood. Endocrine Practice. 12 (6): 676–81. doi:10.4158/ep.12.6.676. PMID 17229666.
- Nye KE, Riley GA, Pinching AJ (July 1992). The defect seen in the phosphatidylinositol hydrolysis pathway in HIV-infected lymphocytes and lymphoblastoid cells is due to inhibition of the inositol 1,4,5-trisphosphate 1,3,4,5-tetrakisphosphate 5-phosphomonoesterase. Clinical and Experimental Immunology. 89 (1): 89–93. doi:10.1111/j.1365-2249.1992.tb06883.x. PMC 1554388. PMID 1321014.
- Henthorn PS, Raducha M, Fedde KN, Lafferty MA, Whyte MP (October 1992). Different missense mutations at the tissue-nonspecific alkaline phosphatase gene locus in autosomal recessively inherited forms of mild and severe hypophosphatasia. Proceedings of the National Academy of Sciences of the United States of America. 89 (20): 9924–8. doi:10.1073/pnas.89.20.9924. PMC 50246. PMID 1409720.
- Nishihara Y, Hayashi Y, Adachi T, Koyama I, Stigbrand T, Hirano K (December 1992). Chemical nature of intestinal-type alkaline phosphatase in human kidney. Clinical Chemistry. 38 (12): 2539–42. doi:10.1093/clinchem/38.12.2539. PMID 1458595.
- Fedde KN, Whyte MP (November 1990). Alkaline phosphatase (tissue-nonspecific isoenzyme) is a phosphoethanolamine and pyridoxal-5'-phosphate ectophosphatase: normal and hypophosphatasia fibroblast study. American Journal of Human Genetics. 47 (5): 767–75. PMC 1683690. PMID 2220817.
- Kishi F, Matsuura S, Kajii T (March 1989). Nucleotide sequence of the human liver-type alkaline phosphatase cDNA. Nucleic Acids Research. 17 (5): 2129. doi:10.1093/nar/17.5.2129. PMC 317555. PMID 2928120.
- Weiss MJ, Ray K, Henthorn PS, Lamb B, Kadesch T, Harris H (August 1988). Structure of the human liver/bone/kidney alkaline phosphatase gene. The Journal of Biological Chemistry. 263 (24): 12002–10. doi:10.1016/S0021-9258(18)37885-2. PMID 3165380.
- Weiss MJ, Cole DE, Ray K, Whyte MP, Lafferty MA, Mulivor RA, Harris H (October 1988). A missense mutation in the human liver/bone/kidney alkaline phosphatase gene causing a lethal form of hypophosphatasia. Proceedings of the National Academy of Sciences of the United States of America. 85 (20): 7666–9. doi:10.1073/pnas.85.20.7666. PMC 282253. PMID 3174660.
- Smith M, Weiss MJ, Griffin CA, Murray JC, Buetow KH, Emanuel BS, Henthorn PS, Harris H (February 1988). Regional assignment of the gene for human liver/bone/kidney alkaline phosphatase to chromosome 1p36.1-p34. Genomics. 2 (2): 139–43. doi:10.1016/0888-7543(88)90095-X. PMID 3410475.
- Garattini E, Hua JC, Pan YC, Udenfriend S (March 1986). Human liver alkaline phosphatase, purification and partial sequencing: homology with the placental isozyme. Archives of Biochemistry and Biophysics. 245 (2): 331–7. doi:10.1016/0003-9861(86)90223-7. PMID 3954357.
- Goldstein DJ, Blasco L, Harris H (July 1980). Placental alkaline phosphatase in nonmalignant human cervix. Proceedings of the National Academy of Sciences of the United States of America. 77 (7): 4226–8. doi:10.1073/pnas.77.7.4226. PMC 349804. PMID 6933471.
- Sato N, Takahashi Y, Asano S (February 1994). Preferential usage of the bone-type leader sequence for the transcripts of liver/bone/kidney-type alkaline phosphatase gene in neutrophilic granulocytes. Blood. 83 (4): 1093–101. doi:10.1182/blood.V83.4.1093.1093. PMID 7509208.
- Orimo H, Hayashi Z, Watanabe A, Hirayama T, Hirayama T, Shimada T (September 1994). Novel missense and frameshift mutations in the tissue-nonspecific alkaline phosphatase gene in a Japanese patient with hypophosphatasia. Human Molecular Genetics. 3 (9): 1683–4. doi:10.1093/hmg/3.9.1683. PMID 7833929.
- Greenberg CR, Taylor CL, Haworth JC, Seargeant LE, Philipps S, Triggs-Raine B, Chodirker BN (July 1993). A homoallelic Gly317-->Asp mutation in ALPL causes the perinatal (lethal) form of hypophosphatasia in Canadian mennonites. Genomics. 17 (1): 215–7. doi:10.1006/geno.1993.1305. PMID 8406453.
- Ozono K, Yamagata M, Michigami T, Nakajima S, Sakai N, Cai G, Satomura K, Yasui N, Okada S, Nakayama M (December 1996). Identification of novel missense mutations (Phe310Leu and Gly439Arg) in a neonatal case of hypophosphatasia. The Journal of Clinical Endocrinology and Metabolism. 81 (12): 4458–61. doi:10.1210/jc.81.12.4458. PMID 8954059.
- Orimo H, Goseki-Sone M, Sato S, Shimada T (June 1997). Detection of deletion 1154-1156 hypophosphatasia mutation using TNSALP exon amplification. Genomics. 42 (2): 364–6. doi:10.1006/geno.1997.4733. PMID 9192863.
- Sugimoto N, Iwamoto S, Hoshino Y, Kajii E (1998). A novel missense mutation of the tissue-nonspecific alkaline phosphatase gene detected in a patient with hypophosphatasia. Journal of Human Genetics. 43 (3): 160–4. doi:10.1007/s100380050061. PMID 9747027.